# Paris Saint-Germain Football Club 1988-1989
Questa voce raccoglie le informazioni riguardanti il Paris Saint-Germain Football Club nelle competizioni ufficiali della stagione 1988-1989

## Stagione
Affidato a Tomislav Ivić, tecnico detentore della Coppa Intercontinentale con il Porto, il Paris Saint-Germain tornò a lottare per il titolo inaugurando un decennio di rivalità contro l'Olympique Marsiglia. Al termine del campionato furono i marsigliesi a prevalere nella lotta dopo aver sorpassato i parigini (in vetta alla classifica per gran parte del torneo) nello scontro diretto. In Coppa di Francia il cammino della squadra si fermò agli ottavi di finale contro l'Orléans.

## Maglie e sponsor
Viene soppressa la divisa tradizionale della squadra (blu con banda bianca e blu). Viene aggiunto un terzo sponsor, il canale televisivo La Cinq, mentre gli altri due vengono confermati (RTL e Canal+) così come il fornitore tecnico (Adidas).
| Manica sinistra · Manica sinistra · Maglietta · Maglietta · Manica destra · Manica destra · Pantaloncini · Calzettoni | Manica sinistra · Manica sinistra · Maglietta · Maglietta · Manica destra · Manica destra · Pantaloncini · Calzettoni |

## Organigramma societario
Area direttiva
- Presidente onorario: Henri Patrelle
- Presidente: Francis Borelli

Area tecnica
- Allenatore: Tomislav Ivić

## Rosa
| N. |                    | Ruolo | Calciatore         |
| -- | ------------------ | ----- | ------------------ |
|    | Francia (bandiera) | P     | Joël Bats          |
|    | Francia (bandiera) | P     | Laurent Goutey     |
|    | Francia (bandiera) | D     | Michel Bibard      |
|    | Francia (bandiera) | D     | Philippe Jeannol   |
|    | Francia (bandiera) | D     | Jean-Marc Pilorget |
|    | Francia (bandiera) | D     | Alain Polaniok     |
|    | Francia (bandiera) | D     | Pierre Dréossi     |
|    | Francia (bandiera) | D     | Stéphane Persol    |
|    | Francia (bandiera) | D     | Franck Tanasi      |
|    | Francia (bandiera) | D     | Fabrice Moreau     |
|    | Francia (bandiera) | D     | Jean-Luc Vasseur   |
|    | Francia (bandiera) | C     | Pierre Reynaud     |

| N. |                       | Ruolo | Calciatore       |
| -- | --------------------- | ----- | ---------------- |
|    | Francia (bandiera)    | C     | Alain Couriol    |
|    | Francia (bandiera)    | C     | Liazid Sandjak   |
|    | Jugoslavia (bandiera) | C     | Safet Sušić      |
|    | Francia (bandiera)    | C     | Jocelyn Rico     |
|    | Francia (bandiera)    | C     | Patrice Marquet  |
|    | Senegal (bandiera)    | C     | Oumar Sène       |
|    | Francia (bandiera)    | A     | Daniel Xuereb    |
|    | Senegal (bandiera)    | A     | Amara Simba      |
|    | Argentina (bandiera)  | A     | Gabriel Calderón |
|    | Francia (bandiera)    | A     | Christian Perez  |
|    | Camerun (bandiera)    | A     | Pascal Nouma     |

## Statistiche

### Statistiche di squadra
| Competizione     | Punti | Totale | Totale | Totale | Totale | Totale | Totale | D.R. |
| Competizione     | Punti | G      | V      | N      | P      | Gf     | Gs     | D.R. |
| ---------------- | ----- | ------ | ------ | ------ | ------ | ------ | ------ | ---- |
| Division 1       | 70    | 38     | 19     | 13     | 6      | 45     | 26     | +19  |
| Coppa di Francia | -     | 5      | 3      | 1      | 1      | 12     | 8      |      |
| Totale           |       | 43     | 21     | 14     | 7      | 57     | 34     |      |